# Gustav Lombard

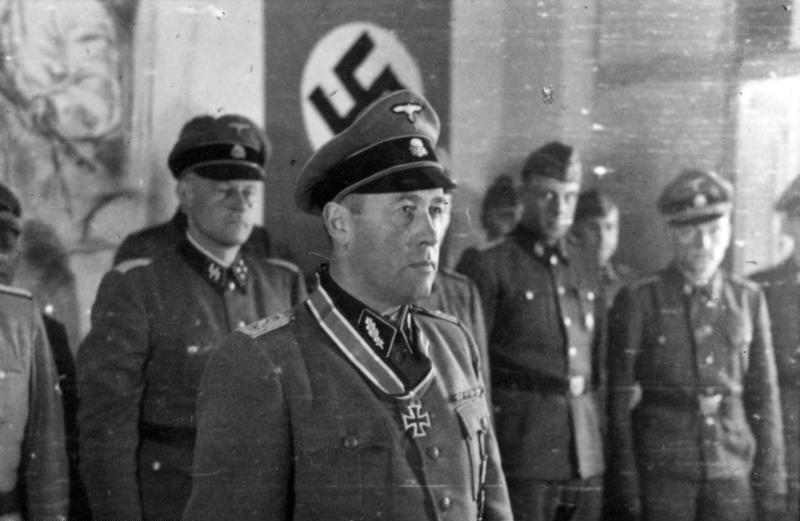
Lombard am 10. März 1943 anlässlich der Verleihung des Ritterkreuzes

Gustav Lombard (* 10. April 1895 in Klein-Spiegelberg, Kreis Prenzlau; † 18. September 1992 in Mühldorf am Inn) war als SS-Brigadeführer und Generalmajor der Waffen-SS Kommandeur mehrerer SS-Divisionen. Während seiner Zeit als Regimentskommandeur im Kommandostab RFSS prägte er die Bezeichnung „Entjudung“ für die Ermordung der jüdischen Bevölkerung in den deutschbesetzten Gebieten Osteuropas. Als Kriegsverbrecher wurde er in der Sowjetunion zu 25 Jahren Haft verurteilt, jedoch bereits 1955 im Rahmen der von Konrad Adenauer erreichten Amnestie für deutsche Gefangene freigelassen (vgl. Heimkehrer). In Deutschland wurden die Ermittlungen der Staatsanwaltschaft München I 1970 mit der Begründung, es könne „die öffentliche Anklage nicht mit Aussicht auf Erfolg erhoben werden“, eingestellt.

## Ausbildung
Nachdem sein Vater 1906 gestorben war, besuchte Lombard Verwandte in den USA. 1913 bestand er das High School (Oberschule) Examen und begann das Studium an der Universität Michigan. Nach Ende des Ersten Weltkrieges ging er im Herbst 1919 wieder nach Deutschland, wo er für American Express und die Chrysler Motor Company in Berlin arbeitete.

## SS-Laufbahn
Lombard trat zum 1. Mai 1933 in die NSDAP (Mitgliedsnummer 2.649.630) und in die SS ein (SS-Nummer 185.023). Er schloss sich der Reiter-SS an. Am 15. September 1935 erfolgte die Beförderung zum SS-Untersturmführer und am 11. September 1938 zum SS-Hauptsturmführer. Vom 1. Dezember 1937 bis zum 1. März 1938 gehörte er zur 7. SS-Reiterstandarte in Berlin. Am 1. März 1940 erfolgte der Eintritt in die Waffen-SS. Gleichfalls am 1. März 1940 wurde er SS-Hauptsturmführer der Reserve in der Waffen-SS. Es erfolgte am 21. Juni 1941 die Beförderung zum SS-Sturmbannführer der Reserve. Als nächste Beförderung folgte am 16. März 1942 SS-Obersturmbannführer der Reserve, mit Dienstalter vom 1. März 1942. Als nächste Beförderungen folgten am 30. Januar 1943 SS-Standartenführer der Reserve und am 13. März 1944 SS-Oberführer. Am 20. April 1945 wurde er zum SS-Brigadeführer und Generalmajor der Waffen-SS befördert.

## Rolle beim Völkermord

### Polen 1940
Als Führer der 3. Reiterschwadron der 1. SS-Totenkopf-Reiter-Standarte gab er am 7. April 1940 in Krolowiec den Befehl: „Im Gefechtsstreifen im Hinblick auf die Kampfmethoden der irregulären, polnischen Truppen sofort auf Nichtdeutsche schießen.“ Am selben Abend erhielt die Schwadron über Funk den Befehl, bei der Besetzung und Durchsuchung weiterer Ortschaften in der Umgebung „die gesamten, im Gefechtsstreifen liegenden Dörfer für die nachrückende Polizeitruppe zu umstellen und die gesamte männliche Bevölkerung gefangen zu nehmen. Abtransport erfolgt durch die nachfolgende Polizeitruppe. Bei Widerstand werden sämtliche Männer im Alter zwischen 17 und 60 Jahren erschossen und das gesamte Dorf eingeäschert. Jeder Fluchtversuch bedingt sofortiges Erschießen.“ Im Abschlussbericht gibt Hermann Fegelein, Kommandeur der Standarte, für die Aktion 250 Erschossene an.

### Weißrussland 1941
Im Juli 1941 befahl Himmler die „systematische Durchkämmung in den Pripjet-Sümpfen“ östlich von Brest. Lombard befehligte als Sturmbannführer die Reitende Abteilung des 1. SS-Kavallerie-Regiments. Seine Anweisung für die Durchsuchung der Gegend lautete: „Es bleibt kein männlicher Jude leben, keine Restfamilie in den Ortschaften“. In diesem Zusammenhang prägte Lombard auch den Begriff „Entjudung“, der sich nun auf die physische Vernichtung der jüdischen Menschen in der Region bezieht. Ein Abschlussbericht bilanzierte, „Weiber und Kinder in die Sümpfe zu treiben, hatte nicht den Erfolg, den er haben sollte, denn die Sümpfe waren nicht so tief, daß ein Einsinken erfolgen konnte.“ Gleichwohl könne „gesagt werden, daß die Aktion als gelungen zu bezeichnen ist.“ Im Laufe des Einsatzes ermordeten die SS-Soldaten unter Lombards Kommando mindestens 11.000 jüdische Männer, Frauen und Kinder sowie über 400 versprengte Rotarmisten.

### „Partisanenkampf“
Bereits 1941 wurde klar, dass die Vernichtungsaktionen der Waffen-SS gegenüber der Wehrmacht als „Partisanenbekämpfung“ getarnt werden sollten. Vereinzelte versprengte Rotarmisten boten den Vorwand für „Säuberungsaktionen“, die jedoch in erster Linie die Ermordung der jüdischen Bevölkerung zum Ziel hatten. 
Lombard war Teilnehmer des ersten Partisanenbekämpfungslehrgangs der Wehrmacht vom 24. bis 26. September 1941 in Mogilew. Den Lehrgang leitete General der Infanterie Max von Schenckendorff Befehlshaber des Rückwärtigen Heeresgebietes der Heeresgruppe Mitte. Dieser Lehrgang ging in die Geschichte ein als Musterbeispiel für die Zusammenarbeit der Wehrmacht und SS im rückwärtigen Heeresgebiet. Im Ausstellungskatalog der ersten Wehrmachtsausstellung „Vernichtungskrieg. Verbrechen der Wehrmacht 1941–1944“ wurde er als „Schule des Terrors“ bezeichnet. Am Lehrgang nahmen 61 Offiziere des OKH, der Heeresgruppe, der Sicherungs-Divisionen, der Feldkommandanturen, der Wirtschaftsinspektionen, der Polizei und der SS teil. Diese sollten als Multiplikatoren dienen, um die Methoden gegen Partisanen im rückwärtigen Heeresgebiet Mitte bekannt zu machen. Die Lehrgangsteilnehmer nahmen auch an zwei Aktionen in Dörfern teil. Einmal wurde vom Polizei-Regiment Mitte unter Oberstleutnant Max Montua ein Dorf durchsucht und ein weiteres Mal ein „Partisanennest“ ausgehoben. Partisanen wurden nicht gefunden, dafür aber einige Juden erschossen. Bei den Vorträgen ging es um alle Themen der Partisanenbekämpfung mit Erfahrungsberichten von Offizieren der Sicherungsverbände. Einen dieser Kurzvorträge hielt Lombard als Kommandeur vom 1. SS-Kavallerieregiment. Zwei SS-Offiziere, SS-Brigadeführer und Generalmajor der Polizei Arthur Nebe, Kommandant der Einsatzgruppe B, und SS-Brigadeführer und Generalleutnant der Polizei Erich von dem Bach-Zelewski Höherer SS- und Polizeiführer (HSSPF) Russland-Mitte, hielten Hauptvorträge. Nebe sprach über die Zusammenarbeit der Wehrmacht mit SS sowie über die „Judenfrage mit besonderer Berücksichtigung der Partisanenbewegung“. Bach sprach über „Erfassen von Kommissaren und Partisanenbekämpfung bei Durchkämmungsaktionen“. Dass zwei hohe SS-Offiziere wichtige Vorträge bei einem Lehrgang der Wehrmacht hielten, war ungewöhnlich und beruhte auch auf keiner sachlichen Notwendigkeit.
1942 führte Lombard im Rahmen einer Besprechung zwischen SS und Wehrmacht jedoch aus: „Man kann vielleicht über die Maßnahmen verhandeln, wie der Jude am zweckmäßigsten aus den uns anvertrauten Gebieten verschwinden soll, aber daß er beseitigt werden muß, steht fest, denn der Jude ist der Partisane!“

## Nachkriegszeit
Lombard befand sich unter falscher Identität seit Kriegsende in sowjetischer Kriegsgefangenschaft. Im Kriegsgefangenenlager in Akamara, im heutigen Georgien, erkannte ihn 1947 sein ehemaliger Ordonnanzoffizier SS-Sturmbannführer Wolf, als dieser dorthin verlegt wurde, und denunzierte ihn. Lombard wurde 1947 wegen der Vergewaltigung und Ermordung einer Russin sowie der Erschießung von Partisanen durch Angehörige seines 1. Reiterregiments zu 25 Jahren Haft verurteilt. Am 10. Oktober 1955 wurde er im Rahmen der von Adenauer erreichten Amnestie für deutsche Gefangene aus dem Kriegsgefangenenlager 5110/48 Woikowo entlassen. Mit der Hilfe seiner Kameraden erhielt er in München eine Wohnung übertragen und wurde bald darauf als Versicherungskaufmann von der Allianz-Versicherung eingestellt. In den seit 1962 laufenden Ermittlungen der Staatsanwaltschaft München I wegen der Vernichtung der jüdischen Gemeinden im Pripjatgebiet wurde auch Lombard als Beschuldigter geführt. Die Einstellung des Verfahrens am 22. Dezember 1970 war aufgrund einer Novelle des § 50,2 des Strafgesetzbuches möglich geworden, wonach eine besonders grausame Tatausführung oder niedrige Beweggründe nachgewiesen werden mussten, was einer „kalten“ Amnestie für NS-Mörder gleichkam.
Lombard war aktiv in der Hilfsgemeinschaft auf Gegenseitigkeit der Soldaten der ehemaligen Waffen-SS und trat bei Kameradschaftstreffen öffentlich in Erscheinung. Er starb 97-jährig am 18. September 1992 in Mühldorf am Inn.

## Auszeichnungen
- Medaille zur Erinnerung an den 1. Oktober 1938
- Eisernes Kreuz (1939) II. Klasse am 15. Dezember 1941
- Eisernes Kreuz (1939) I. Klasse am 3. September 1941
- Deutsches Kreuz in Gold am 11. Februar 1943[13]
- Ritterkreuz des Eisernen Kreuzes am 10. März 1943[13]
- Allgemeines Sturmabzeichen in Silber
- Medaille Winterschlacht im Osten 1941/42
- SA-Sportabzeichen in Bronze
- Ehrendegen des Reichsführers SS
- SS-Ehrenring

## Kommandos
- 6. Dezember 1940 – 25. Februar 1941 I./SS-Totenkopf-Kavallerie-Regiment 1
- 25. Februar – 19. August 1941 Reitende Abteilung/SS-Totenkopf-Reiterstandarte
- 15. Oktober – 20. November 1941 in Vertretung Fegeleins Kommando über SS-Kavallerie-Brigade.
- 18. August 1941 – 22. Oktober 1943 SS-Totenkopf-Kavallerie-Regiments 1 (am 1. September 1941 in SS-Kavallerie-Regiment 1 umbenannt)
- zeitweilig auch Kommandeur der SS-Kavallerie-Brigade, die in dieser Zeit zur Division umgegliedert wird.
- 28. Oktober – 6. Dezember 1943 Kommandeur der Waffen-Grenadier-Brigade der SS (italienische Nr. 1)
- 14. April – 1. Juli 1944 8. SS-Kavallerie-Division „Florian Geyer“
- 14. Juli – 23. August 1944 12. Divisions-Führerlehrgang in Hirschberg
- 23. August – 1. September 1944 6. SS-Gebirgs-Division „Nord“ (tatsächlich nie angetreten)
- September 1944 Führerreserve
- 28. September – 1. Oktober 1944 23. Waffen-Gebirgs-Division der SS „Kama“
- 1. Oktober 1944 – April 1945 31. SS-Freiwilligen-Grenadier-Division.